# Marinus van Reymerswaele

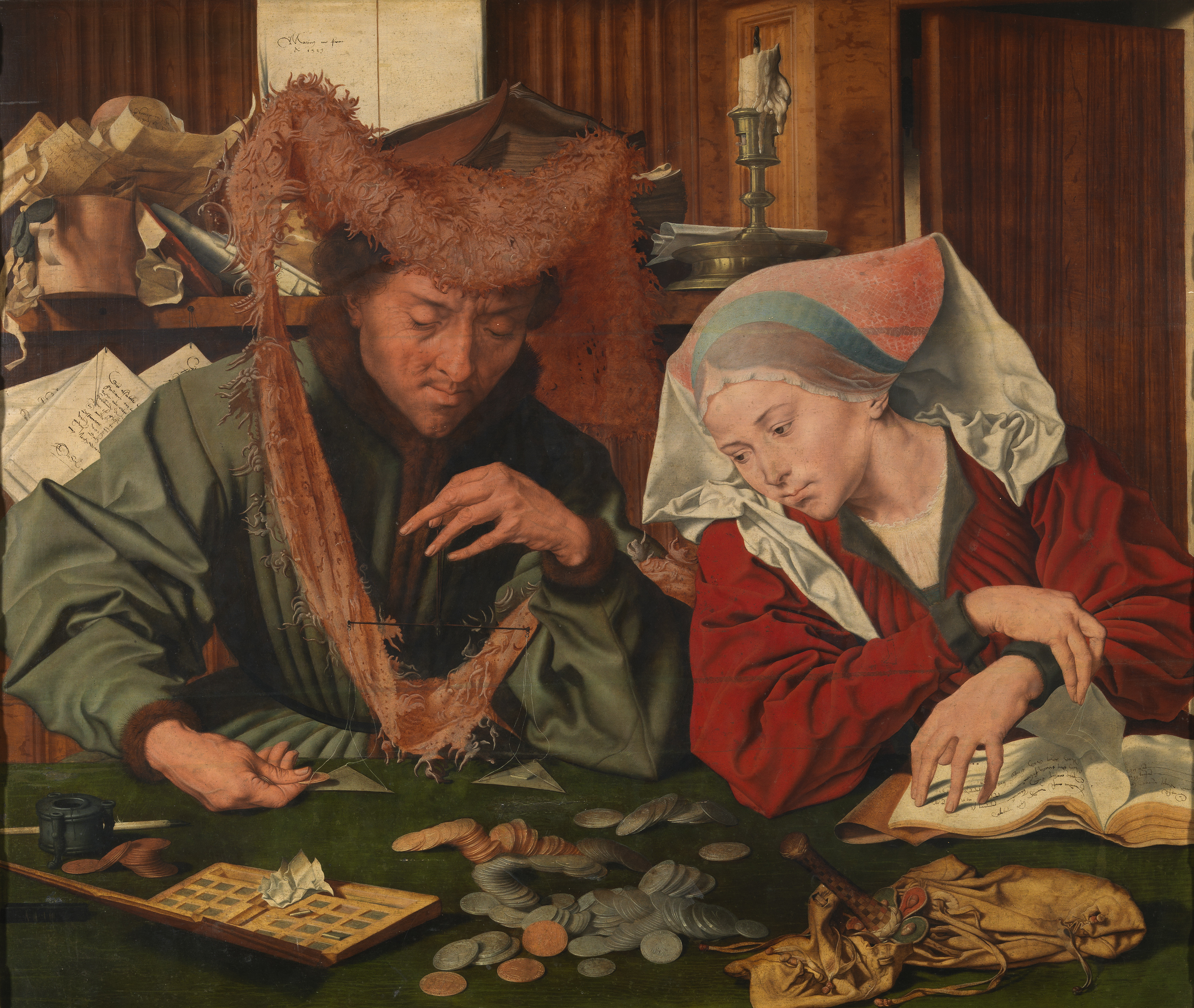
Bankier z żoną (1539)

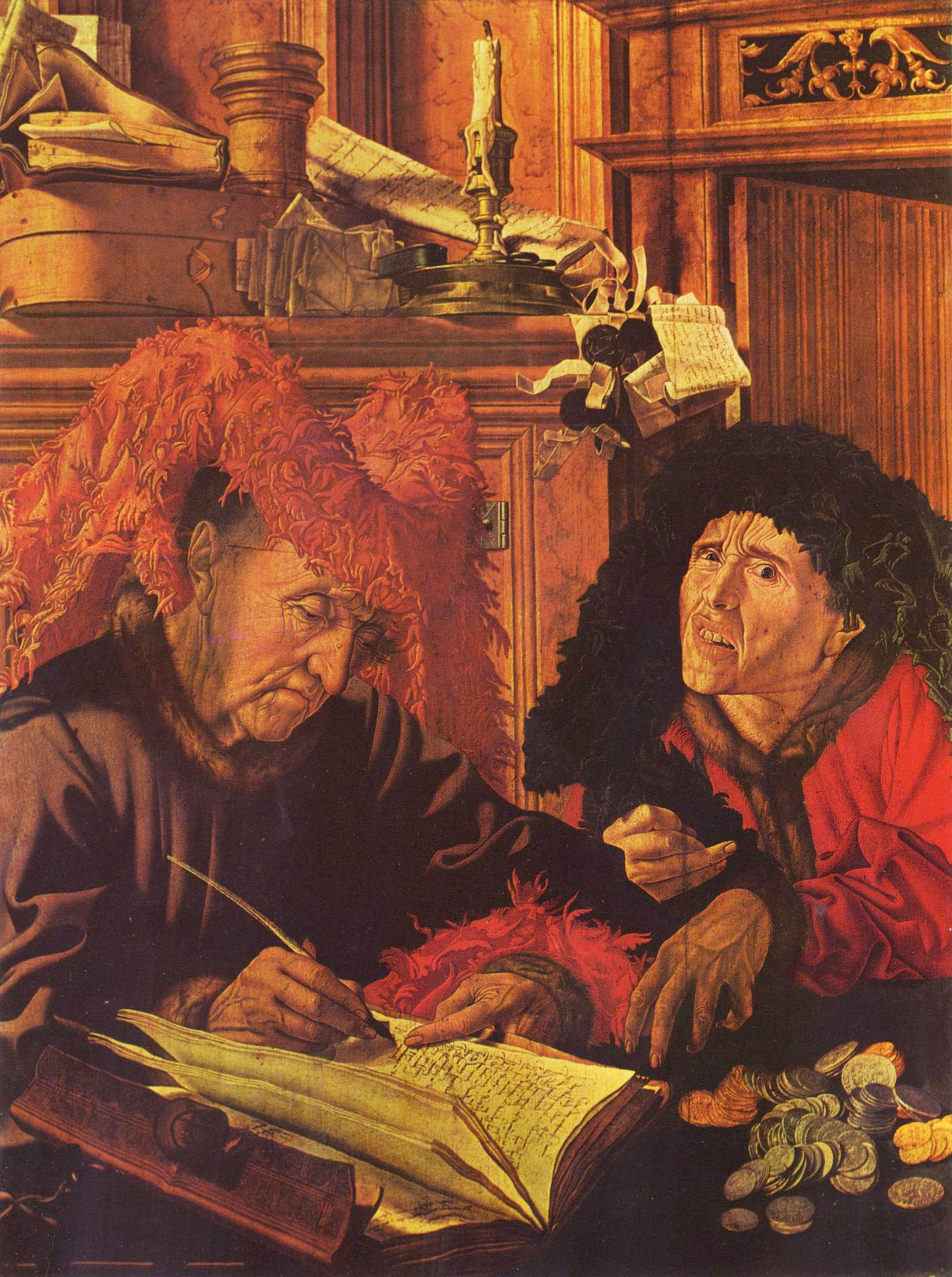
Poborcy podatków (ok. 1540)

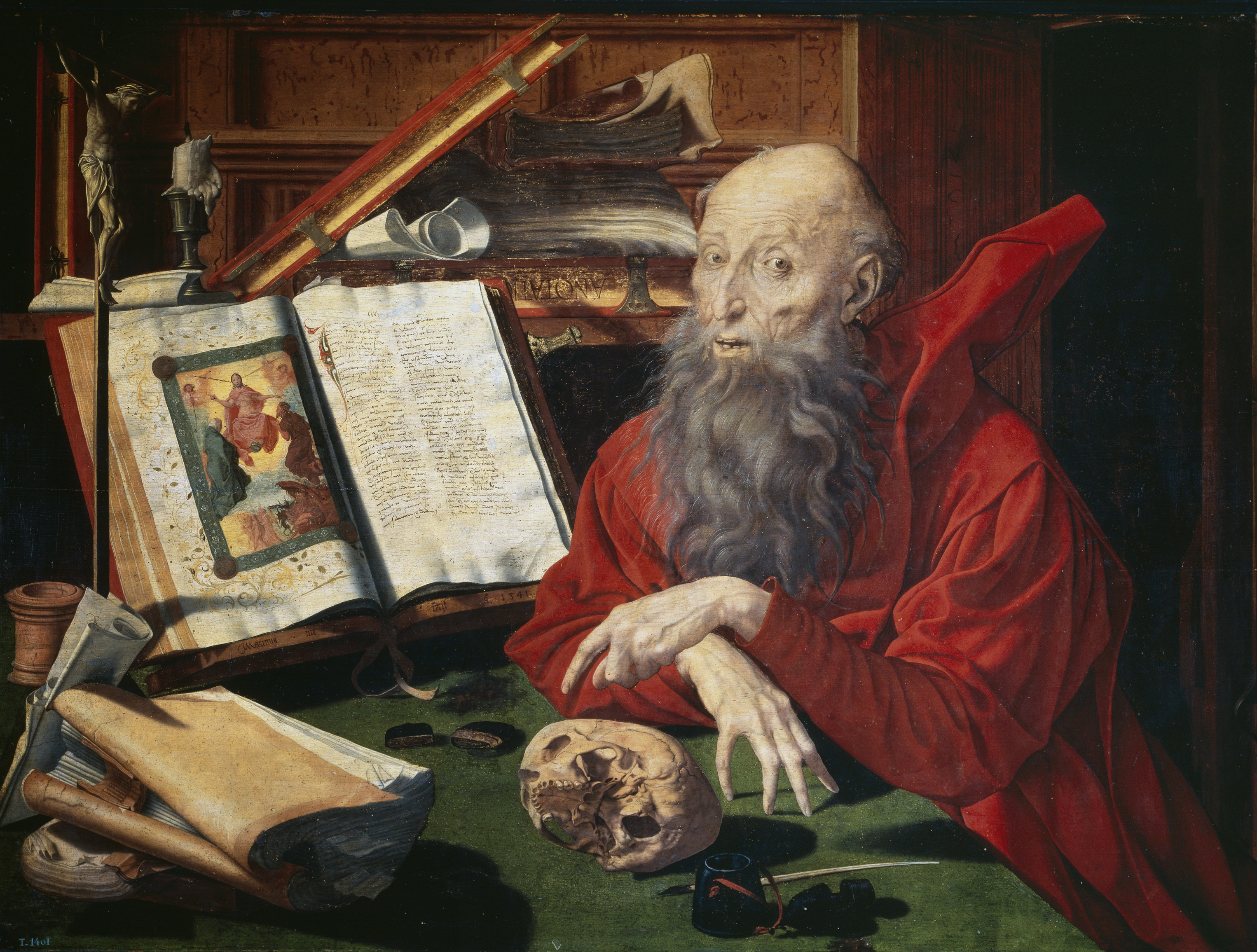
Św. Hieronim (1541)

Marinus Claeszoon van Reymerswaele (ur. ok. 1490 w Reymerswale  w Zelandii, zm. po 1567 w Antwerpii) – niderlandzki malarz okresu manieryzmu.
Inne formy nazwiska: Roymerswaele, Roemerswaele
Uchwytny źródłowo w latach (1509–1567). W 1509 był pomocnikiem w warsztacie witrażownika w Antwerpii. Czynnie zaangażował się  w sprawy reformacji. W 1567 brał udział w zniszczeniu kościoła w Middelburgu, za co skazany został na procesję pokutną i wypędzenie z miasta.
Specjalizował się w scenach rodzajowych – (powielając stały schemat kompozycyjny)  z bankierami, lichwiarzami, zarządcami majątków i poborcami podatków – symbolizujących żądzę posiadania i potępiających grzech chciwości (łac. avaritia).  Innym obszarem jego zainteresowań był temat św. Hieronima w pracowni lub na pokucie – jako symbol pobożności i dbałości o zbawienie duszy (vita contemplativa). Duży wpływ na jego twórczość wywarli Albrecht Duerer i Quentin Massys.

## Dzieła
- Adwokaci w swojej kancelarii – kilka wersji
  - Monachium, Stara Pinakoteka (1542)
  - Nowy Orlean, Museum of Art (1545)
- Bankier z żoną – 11 wersji
  - Monachium, Stara Pinakoteka (1538)
  - Florencja, Bargello (1540)
  - Drezno, Galeria Obrazów Starych Mistrzów
  - Kopenhaga, Statens Museum for Kunst (1540)
  - Madryt, Prado (1539)
  - St. Petersburg, Ermitaż
  - Valenciennes, Musée de Beaux-Arts
- Madonna karmiąca Dzieciątko – Madryt, Prado
- Poborcy podatków – ponad 20 wersji
  - Antwerpia, Koninklijk Museum voor Schone Kunsten
  - Londyn, National Gallery (ok. 1540)
  - Monachium, Stara Pinakoteka (1542)
  - Moskwa, Muzeum Puszkina
  - Nancy, Musée des Beaux-Arts
  - Paryż, Luwr
  - St. Petersburg, Ermitaż
  - Warszawa, Muzeum Narodowe
- Powołanie św. Mateusza – kilka wersji
  - Dublin, Narodowa Galeria Irlandii
  - (1536)
  - Hamburg, Kunsthalle
  - Madryt, Muzeum Thyssen-Bornemisza (1530)
- Św. Hieronim – kilkanaście wersji
  - Amsterdam, Rijksmuseum
  - Antwerpia, Koninklijk Museum voor Schone Kunsten (1541)
  - Berlin, Gemäldegalerie (ok. 1545)
  - Douai, Musée de la Chartreuse
  - Maastricht, Bonnefantenmuseum
  - Madryt, Prado (1541)
  - Sibiu, Brukenthal National Museum